# 歌川芳駒
歌川 芳駒（うたがわ よしこま、生没年不詳）とは、江戸時代の浮世絵師。

## 来歴
歌川国芳の門人。歌川の画姓を称し一壽斎と号す。作画期は弘化の頃とされる。作に大判錦絵の役者絵のほか、「楊枝を使う女」（フェレンツ・ホップ東洋美術館所蔵）が知られる。